# Paratorchus phaseolinus
Paratorchus phaseolinus – gatunek chrząszczy z rodziny kusakowatych i podrodziny Osoriinae.
Gatunek ten opisany został w 1982 roku przez H. Pauline McColl jako Paratrochus phaseolinus. W 1984 roku ta sama autorka zmieniła nazwę rodzaju na Paratorchus, w związku z wcześniejszym użyciem poprzedniej nazwy dla rodzaju mięczaków.
Chrząszcz o walcowatym ciele długości od 2,3 do 3,5 mm, barwy rudobrązowej z jaśniejszymi odnóżami i czułkami. Wierzch ciała ma dwojako punktowany: delikatnie i gdzieniegdzie grubo, oraz rzadko owłosiony. Długość szczecinek okrywowych jest mniejsza niż odległości między nimi. Owalne oczy buduje pojedyncze, płaskie omatidium. Przedplecze ma od 0,43 do 0,48 mm długości i jest najszersze mniej więcej pośrodku. Powierzchnię przedplecza cechuje głębokie punktowanie i gruba, głęboka, siateczkowata mikrorzeźba. Odwłok ma wyraźnie widoczne linie łączeń między tergitem a sternitem tylko w przypadku trzeciego segmentu, a dziewiąty tergit niezbyt silnie wydłużony ku tyłowi w dwa długie, spiczaste wyrostki tylne o szerokim rozstawie i pozbawiony guzka środkowego. U samca ósmy sternit odwłoka ma wgłębienie środkowe odgraniczone listewkami bocznymi. Narząd kopulacyjny samca ma szeroki wyrostek boczny, dłuższy od części rurkowatej. Samicę cechuje nerkowata spermateka o wymiarach 0,175 × 0,075 mm i lekko skręconym spiralnie w części środkowej przewodzie.
Owad endemiczny dla Nowej Zelandii, znany tylko z regionu Waikato na Wyspie Północnej. Zasiedla ściółkę.